# Oliveira de Fátima
Oliveira de Fátima este un oraș în Tocantins (TO), Brazilia.